# Nadeschda Nikolajewna Patrakejewa
Nadeschda Nikolajewna Andrejewa geborene Patrakejewa (russisch Надежда Николаевна Андреева, geborene Патракеева; * 11. April 1959 in Kirowsk, Sowjetunion; † 11. August 2014 in Moskau) war eine sowjetische Skirennläuferin.

## Biografie
Patrakejewa war mehrfache sowjetische Meisterin, bereits als Sechzehnjährige wurde sie Mitglied der Nationalmannschaft. In der Saison 1980/81 gewann sie alle Titel in den alpinen Disziplinen bei den sowjetischen Meisterschaften. Fünf Jahre war sie bei Rennen im Alpinen Skiweltcup aktiv, sie erreichte im Slalom ihre größten Erfolge, darunter zwei zweite Plätze und insgesamt acht Mal unter den Top Ten, davon einmal in der alpinen Kombination. Auch im Riesenslalom fuhr sie in die Punkteränge, ein dreizehnter Platz war ihr bestes Ergebnis. 1980 belegte sie im Slalom-Weltcup den 9. Rang, erreichte mit Platz 20 im selben Jahr auch ihre beste Platzierung im Gesamtweltcup, ein Jahr später erneut den 9. Rang in der Disziplinwertung Slalom. 1976 sollte sie für die Olympischen Winterspiele nominiert werden, wurde aber wegen eines Beckenbruchs und nicht zuletzt wegen ihres jugendlichen Alters doch nicht berücksichtigt.
Patrakjewa startete bei den Olympischen Winterspielen 1980 und 1984. In Lake Placid erreichte sie mit Rang sechs im Slalom ihr bestes Ergebnis, nach dem ersten Lauf hatte sie noch auf dem Bronzerang gelegen, außerdem gelang ihr Rang zwölf im Riesenslalom. In Sarajevo war sie mit Platz 15 im Slalom und Platz 29 im Riesenslalom nicht mehr so erfolgreich. Ihr bestes Ergebnis bei Weltmeisterschaften fuhr sie im Riesenslalom heraus, Platz zwölf bei den Wettbewerben 1982 in Schladming. 1983 wurde Andrejewa Mutter eines Sohnes, sie beendete ihre Karriere, nachdem sie bei den sowjetischen Meisterschaften 1984 noch einmal die Titel in Slalom und Riesenslalom gewonnen hatte, weil ihr Ehemann Wladimir Andrejew, der ebenfalls dem sowjetischen Alpin-Skiteam angehörte, Trainer der sowjetischen alpinen Damenmannschaft wurde.
Nach Abschluss ihrer Aktivenkarriere blieb sie dem alpinen Skisport verbunden, sie arbeitete zunächst als Trainerin im Alpinbereich, bevor sie zur Direktorin der Schule der olympischen Reserve in Schukolowo, einem Skigebiet in der Oblast Moskau, ernannt wurde. Sie leitete die Einrichtung über zehn Jahre bis zu ihrem Tod im Jahr 2014.